# بول فيندلي
بول فيندلي (بالإنجليزية: Paul Findley) هو سياسي أمريكي، ولد في 23 يونيو 1921 في جاكسونفيل في الولايات المتحدة. حزبياً، نشط في الحزب الجمهوري. وقد انتخب عضو مجلس النواب الأمريكي.